# Eutímio II de Constantinopla
Eutímio II de Constantinopla foi o patriarca grego ortodoxo de Constantinopla de 26 de outubro de 1410 até a sua morte em 29 de março de 1416.

## Vida e obras
Nascido em 1340 num família rica, Eutímio estudou em Constantinopla e abraçou desde cedo a vida monástica. Conhecido por sua grande erudição e habilidade oratória, ele se tornou um dos amigos do imperador bizantino Manuel II Paleólogo. Dentre as quatro cartas trocadas entre eles e que chegaram até nossos dias, a carta 54 faz menção a uma obra na qual ambos teriam trabalhado juntos. É provável também que ele seja o "Eutímio" (em latim: Euthymius) que Manuel enviou numa embaixada ao papa Urbano VI na primavera de 1485. Demétrio Cidones, em sua carta 314, o descreve como um defensor do hesicasmo.
Por volta de 1390, Eutímio se tornou um abade do Mosteiro de Estúdio e recebeu o título honorário de protosígnelo (prôtosygkellos; "vice-patriarca"). Ele foi candidato ao patriarcado no sínodo de 1397 que elegeu Mateus I. Ele se correspondeu com José Briênio, de Creta, e, quando ele foi expulso da ilha em 1402 pelas autoridades venezianas, Briênio foi recebido no Mosteiro de Estúdio por Eutímio.
Durante a controvérsia com Macário de Ancara e Mateus de Medeia, Eutímio teve um papel importante de juiz, respeitado por ambas as partes, enquanto que o patriarca Mateus I estava diretamente envolvido. Após a excomunhão de dois bispos num sínodo em agosto de 1409, as tensões ainda estava acirradas e, quando o patriarca Mateus I morreu n ano seguinte, o agora muito respeitado Eutímio foi eleito patriarca em 26 de outubro de 1410.
Um sério conflito com o imperador bizantino Manuel II Paleólogo sobre os direitos eclesiásticos do imperador sobre a Igreja foi interrompido com a morte súbita de Eutímio em 29 de março de 1416. O sínodo que elegeria o próximo patriarca negociou com o representante do imperador, Demétrio Crisoloras.
Eutímio foi enterrado no Mosteiro de Estúdio.